# Sankt Jørgens Sogn (Næstved Kommune)
Sankt Jørgens Sogn (dt.: Sankt Georgs Gemeinde)
ist eine Kirchspielsgemeinde (dän.: Sogn) in der Stadt Næstved auf der Insel Sjælland im südlichen Dänemark.
Bis 1970 gehörte sie zur Harde Tybjerg Herred im damaligen Præstø Amt, danach zur Næstved Kommune im Storstrøms Amt, die im Zuge der  Kommunalreform zum 1. Januar 2007 in der „neuen“ Næstved Kommune in der Region Sjælland aufgegangen ist.
Von den 44.996 Einwohnern von Næstved leben 7214 im Kirchspiel Sankt Jørgens (Stand: 1. Januar 2023).
Im Kirchspiel liegt die Kirche „Sankt Jørgens Kirke“.
Nachbargemeinden sind im Norden und Westen Sankt Mortens Sogn und im Süden und Osten Rønnebæk Sogn.